# パス (スポーツ)

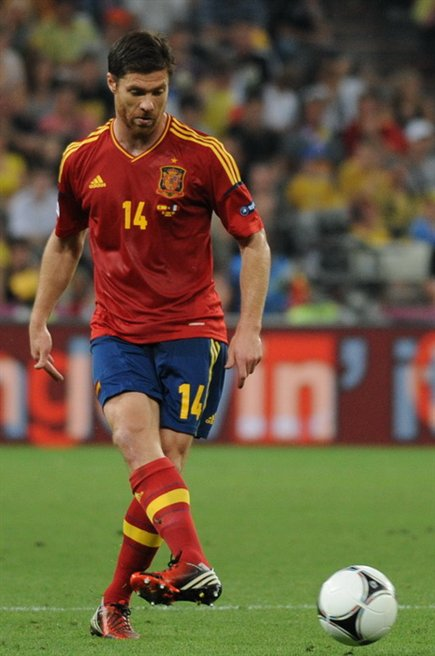
ボールをパスするシャビ・アロンソ

パス（Pass）は、サッカーやバスケットボールなど、ボールやパックを使用するスポーツで一般的なテクニック。
パスは、あるプレーヤーから同じチームの別のプレーヤーへの意図的なボールの移動で構成される。
パスを伴うスポーツの例としては、アソシエーションフットボール（サッカー）、バスケットボール、ハンドボール、水球、アイスホッケー、アメリカンフットボールなどがある。ラグビーフットボールなどゲームによっては平行と後方パスのみを許可しているが、他のゲームは前後左右可能。フォワードパスを許可するものの中には、フィールドの特定のポイントでレシーバーがパスの前に立つことを禁止するもの（アイスホッケーのオフサイドルールなど）と禁止にならないもの（アメリカンフットボールなど）がある。

## ノールックパス
パスをする方向ではない方を向きながらパスを行うこと。
バスケットボールではジェイソン・ウィリアムスやマジック・ジョンソンが得意とした。